# عملية السلام الإسرائيلية الفلسطينية
عملية السلام في النزاع الإسرائيلي الفلسطيني تشير إلى مفاوضات متقطعة عقدت خلال أعمال العنف المستمرة التي سادت منذ بداية النزاع. منذ سبعينيات القرن العشرين بذلت جهود موازية لإيجاد شروط يمكن الاتفاق على السلام عليها في كل من الصراع العربي الإسرائيلي وفي الصراع الفلسطيني الإسرائيلي. وقعت بعض الدول معاهدات سلام مثل معاهدات مصر وإسرائيل (1979) والأردن وإسرائيل (1994) في حين أن بعضها لم يجد بعد أساسًا مشتركًا للقيام بذلك.

يقول ويليام ب. كوانت، في مقدمة كتابه «عملية السلام» : 
 في وقت ما في منتصف سبعينيات القرن العشرين أصبح مصطلح عملية السلام يستخدم على نطاق واسع لوصف الجهود التي تقودها الولايات المتحدة لتحقيق سلام تفاوضي بين إسرائيل وجيرانها. هذه العبارة عالقة ومنذ ذلك الحين كانت مرادفة للنهج التدريجي لحل أحد أكثر النزاعات صعوبة في العالم. في السنوات منذ عام 1967 تحول التركيز في واشنطن من تهجئة مكونات «السلام» إلى «عملية» الوصول إلى هناك. ... الكثير من النظرية الدستورية الأمريكية تركز على كيفية حل القضايا - العملية - وليس على الجوهر - ما يجب القيام به. ... وفرت الولايات المتحدة شعورا بالاتجاه وآلية. هذا، في أفضل حالاته، هو ما تدور حوله عملية السلام. في أسوأ الأحوال، كان أكثر قليلاً من مجرد شعار يستخدم لإخفاء علامات الوقت. 
 منذ خارطة الطريق للسلام عام 2003 كان المخطط الحالي لاتفاق سلام فلسطيني إسرائيلي هو حل الدولتين.

## وجهات النظر

### وجهات النظر الفلسطينية حول عملية السلام
الفلسطينيون لديهم وجهات نظر وتصورات متنوعة لعملية السلام. تتمثل نقطة الانطلاق الرئيسية لفهم هذه الآراء في إدراك الأهداف المختلفة التي يسعى إليها دعاة القضية الفلسطينية. يقول الأكاديمي الإسرائيلي «مؤرخ جديد» إيلان بابي إن سبب النزاع من وجهة نظر فلسطينية يعود إلى عام 1948 مع قيام إسرائيل (بدلاً من أن تكون وجهات نظر إسرائيل عام 1967 هي النقطة الحاسمة وعودة الأراضي المحتلة مركزية للسلام المفاوضات)، وأن الصراع كان معركة لإعادة اللاجئين إلى الوطن إلى دولة فلسطينية. لذلك، كان هذا بالنسبة للبعض هو الهدف النهائي لعملية السلام، وبالنسبة لجماعات مثل حماس لا تزال كذلك. لكن سلاتر يقول إن هذه النظرة «القصوى» لتدمير إسرائيل من أجل استعادة الأراضي الفلسطينية، وهي وجهة نظر عرفات ومنظمة التحرير الفلسطينية في بادئ الأمر، قد خفت حدتها بشكل مطرد من أواخر الستينيات فصاعدًا إلى الاستعداد للتفاوض والسعي بدلاً من ذلك إلى حل الدولة. أظهرت اتفاقيات أوسلو الاعتراف بهذا القبول من قبل القيادة الفلسطينية آنذاك لحق دولة إسرائيل في الوجود مقابل انسحاب القوات الإسرائيلية من قطاع غزة والضفة الغربية. ومع ذلك، هناك مواضيع متكررة سائدة خلال مفاوضات عملية السلام، بما في ذلك الشعور بأن إسرائيل تقدم القليل جدًا وعدم الثقة في تصرفاتها ودوافعها. ومع ذلك، فإن طلب حق العودة من قبل اللاجئين الفلسطينيين إلى إسرائيل ظل حجر الزاوية في النظرة الفلسطينية وقد أعلنه الرئيس الفلسطيني محمود عباس مرارًا وتكرارًا جهود السلام الفلسطينية.

### وجهات النظر الإسرائيلية حول عملية السلام
هناك عدة آراء إسرائيلية لعملية السلام. الموقف الرسمي لدولة إسرائيل هو أنه يجب التفاوض على السلام على أساس التخلي عن بعض السيطرة على الأراضي المحتلة مقابل وقف النزاع والعنف. موقف إسرائيل هو أن الرئيس الفلسطيني محمود عباس يجب أن يكون الشريك التفاوضي في محادثات السلام، وليس حماس، التي شاركت في بعض الأحيان مع إسرائيل في تصعيد النزاع ومهاجمة السكان المدنيين في إسرائيل. كشفت اتفاقات أوسلو ومفاوضات قمة كامب ديفيد 2000 عن إمكانية قبول نظام دولة من قبل القيادة الإسرائيلية كحل ممكن للسلام.
ومع ذلك، فإن عنف الانتفاضة الثانية والنجاح السياسي لحماس (مجموعة مكرسة لتدمير إسرائيل)  قد أقنع العديد من الإسرائيليين بأن السلام والتفاوض غير ممكن وأن نظام الدولتين ليس هو الحل. يعتقد المتشددون أنه يجب على إسرائيل ضم جميع الأراضي الفلسطينية، أو على الأقل كل قطاع غزة. ينظر الإسرائيليون إلى عملية السلام على أنها معاقة وشبه مستحيلة بسبب الإرهاب من جانب الفلسطينيين ولا يثقون في القيادة الفلسطينية للحفاظ على سيطرتها. في الواقع، يقول بيدازور إن الإرهاب الانتحاري قد نجح حيث فشلت مفاوضات السلام في تشجيع انسحاب الإسرائيليين من مدن الضفة الغربية. هناك موضوع مشترك في جميع مراحل عملية السلام وهو الشعور بأن الفلسطينيين يقدمون القليل جدًا في عروض السلام.

### وجهات نظر الولايات المتحدة حول عملية السلام
هناك وجهات نظر متباينة حول عملية السلام التي يجريها المسؤولون الأمريكيون والمواطنون وجماعات الضغط. حافظ جميع رؤساء الولايات المتحدة الجدد على سياسة تقضي بأن تتخلى إسرائيل عن بعض الأراضي التي احتلتها في حرب عام 1967 من أجل تحقيق السلام؛  أنه يجب على الفلسطينيين منع الإرهاب بنشاط؛ وأن لإسرائيل حق غير مشروط في الوجود. أيد الرئيسان بيل كلينتون وجورج دبليو بوش علانية إنشاء دولة فلسطينية جديدة خارج معظم الأراضي الفلسطينية الحالية، استنادًا إلى فكرة تقرير المصير للشعب الفلسطيني،  وواصل الرئيس أوباما هذه السياسة. اعتقدت وزيرة الخارجية هيلاري كلينتون أنه لا يمكن تحقيق السلام إلا من خلال مفاوضات مباشرة ثنائية بين إسرائيل والفلسطينيين. أوجز أوباما السعي وراء حل الدولتين باعتباره السياسة الأمريكية لتحقيق تطلعات الفلسطينيين والأمن الإسرائيلي ومقياس الاستقرار في الشرق الأوسط.
وفقًا لعالم الاجتماع ميرفين فيربت، فإن اليهود الأمريكيين «أكثر يمينًا من اليسار» في قضايا عملية السلام. وجدت فيربت أن الدراسات الاستقصائية لليهود الأمريكيين غالبا ما تعكس وجهة نظر رعاة الاستطلاع. غالبًا ما تكون صياغة أسئلة الاستقصاء هي التي تؤدي إلى تحيز النتيجة (يقول عنوان يوضح هذه النقطة «استطلاع ADL يُظهر دعمًا أعلى لإسرائيل مقارنة بالدراسة الاستقصائية التي أجراها الحمائم J Street»). باستخدام بيانات المسح من اللجنة اليهودية الأمريكية حيث لا يمكن أن تعزى النتائج إلى تحيزات الصياغة، وجد فيربت أن اليهود الأمريكيين قد تحولوا إلى اليمين بعد انهيار محادثات كامب ديفيد في عام 2000، وهجمات 11 سبتمبر في عام 2001.

## القضايا الحالية الكبرى بين الجانبين
هناك العديد من القضايا التي يجب حلها قبل الوصول إلى سلام دائم، بما في ذلك ما يلي:
- الحدود وتقسيم الأراضي

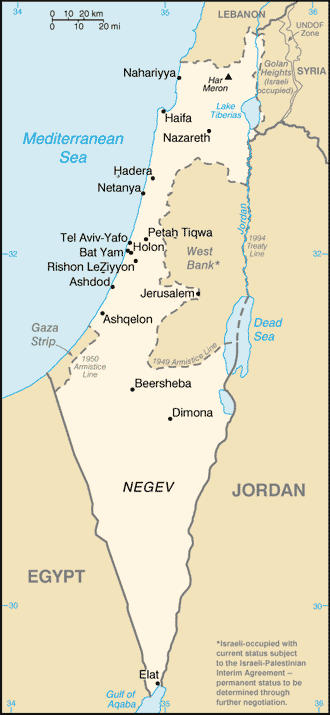
حدود الخط الأخضر لعام 1949

- مخاوف الفلسطينيين من المستوطنات الإسرائيلية في الضفة الغربية
- وضع القدس
- المخاوف الأمنية بشأن الإرهاب والحدود الآمنة والتحريض والعنف
- حق عودة اللاجئين الفلسطينيين الذين يعيشون في الشتات الفلسطيني.

من وجهة النظر الإسرائيلية فإن أحد الشواغل الرئيسية هو الأمن، وما إذا كانت الشخصيات والمؤسسات الفلسطينية الكبرى تحاول في الواقع محاربة الإرهاب وتعزيز التسامح والتعايش مع إسرائيل. تستند المخاوف الإسرائيلية إلى أدلة وثائقية وتجريبية وفيرة على قيام العديد من القادة الفلسطينيين بالترويج والدعم للجماعات والأنشطة الإرهابية. علاوة على ذلك، هناك الكثير من الأدلة الملموسة على دعم الفلسطينيين والتحريض على إسرائيل ودوافعها وأفعالها وحقوقها الأساسية كدولة. لقد قدم انتخاب حماس دليلاً على هذا الرأي، حيث صرح ميثاق حماس بشكل قاطع بأنه لا يعترف بحق إسرائيل في الوجود. ومع ذلك، لا يزال هناك بعض النشطاء في الجانب الفلسطيني الذين يدعون أنه لا تزال هناك بعض الإشارات الإيجابية على الجانب الفلسطيني، وأنه ينبغي لإسرائيل أن تستخدمها لتنمية بعض التفاعلات الإيجابية مع الفلسطينيين، حتى على الرغم من معارضة حماس الأساسية وجود الدولة اليهودية. منذ منتصف يونيو 2007، تعاونت إسرائيل مع قوات الأمن الفلسطينية في الضفة الغربية على مستويات غير مسبوقة، ويرجع الفضل في ذلك جزئياً إلى التدريب والتجهيز والتمويل المقدمين من قوات الأمن الوطني والحرس الرئاسي الفلسطيني.
هناك مصدر قلق آخر هو ما إذا كانت إسرائيل ستسمح للمجتمع الفلسطيني في الواقع، كحجة سياسية، أن تظهر كوحدة سياسية قابلة للحياة وذات سيادة، ودولة قابلة للحياة ومتصلة. هناك أيضًا العديد من القيود الاقتصادية والسياسية المفروضة على الشعب الفلسطيني والأنشطة والمؤسسات التي كان لها تأثير ضار على الاقتصاد الفلسطيني ونوعية الحياة. قالت إسرائيل مرارًا وتكرارًا أن هذه القيود ضرورية بسبب المخاوف الأمنية، ولمواجهة الجهود المستمرة التي تعزز الإرهاب الذي يحرض على معارضة وجود إسرائيل وحقوقها كدولة. وبالتالي، تظل العقبة الرئيسية هي مطالبة إسرائيل بالأمن والمطالبات الفلسطينية بالحقوق والدولة.
علاوة على ذلك، فإن تفسير كلمة «فلسطيني» بكلمة «إرهابي» يمكن تفسيره على أنه مشكلة، ويقول سايغ إن هذه الرابطة تستخدم كمبرر للحفاظ على الوضع الراهن، وأنه فقط من خلال الاعتراف بوضع المهاجرين اليهود «كمستوطنين» يمكن نحن نتحرك للأمام من الناحية النظرية  ، ومع ذلك، فإن الحالة الفلسطينية هي التي جعلت من الصعب تحقيق هذا الوضوح المفاهيمي.
ومع ذلك، هناك مجموعة من الدوافع الخفية لإنكار إسرائيل للدولة الفلسطينية. إذا أُعلنت فلسطين دولة، فعندها فوراً، فإن إسرائيل، باحتلالها الحالي للضفة الغربية، ستنتهك ميثاق الأمم المتحدة. يمكن لفلسطين، كدولة، أن تدعو بشكل شرعي إلى الحق الأصيل في الدفاع الفردي أو الجماعي عن النفس بموجب المادة 51 من الميثاق لإزالة إسرائيل من الأراضي المحتلة. فلسطين، كدولة، ستكون قادرة على الانضمام إلى الاتفاقيات الدولية واتخاذ إجراءات قانونية ضد إسرائيل في مختلف المسائل. يمكن لفلسطين الانضمام إلى مختلف الصكوك الدولية لحقوق الإنسان، مثل العهد الخاص بالحقوق المدنية والسياسية. بل يمكنها الانضمام إلى المحكمة الجنائية الدولية ورفع دعاوى ضد إسرائيل بسبب جرائم الحرب. قد يكون هذا صندوقًا من الحالات التي من المرجح أن تؤدي إلى نشوب صراع في الشرق الأوسط.
هناك جدال حيوي حول الشكل الذي ستتخذه التسوية السلمية الدائمة (انظر على سبيل المثال حل الدولة الواحدة وحل الدولتين). جادل مؤلفون مثل كوك بأن حل الدولة الواحدة يعارضه إسرائيل لأن طبيعة الصهيونية والقومية اليهودية تتطلب قيام دولة ذات أغلبية يهودية، في حين أن حل الدولتين سيتطلب عملية نقل صعبة لنصف مليون مستوطن يهودي يعيشون في إسرائيل. الضفة الغربية والقدس الشرقية. رفض القادة الفلسطينيون مثل سلام فياض دعوات لإقامة دولة ثنائية القومية أو إعلان دولة من جانب واحد. اعتبارا من عام 2010، هناك أقلية فقط من الفلسطينيين والإسرائيليين تؤيد حل الدولة الواحدة. يتزايد الاهتمام بحل الدولة الواحدة، حيث فشل نهج الدولتين في التوصل إلى اتفاق نهائي.

## خلفية تاريخية

### جهود السلام مع دول المواجهة
كانت هناك جهود موازية لمعاهدات السلام بين إسرائيل و «دول المواجهة» الأخرى: مصر والأردن وسوريا بعد حرب الأيام الستة، ولبنان بعد ذلك. تم قبول قرار الأمم المتحدة 242 من قبل إسرائيل والأردن ومصر، لكن سوريا رفضته حتى عام 1972-1973.
في عام 1970، وزيرة الخارجية الأمريكية وليام روجرز اقترح خطة روجرز، الذي دعا إلى 90 يوما لوقف إطلاق النار، وهي منطقة مسدود العسكرية على كل جانب من قناة السويس، ومحاولة التوصل إلى اتفاق في إطار الأمم المتحدة القرار رقم 242. رفضت إسرائيل الخطة في 10 ديسمبر 1969، ووصفتها بأنها «محاولة لإرضاء [العرب] على حساب إسرائيل». ورفض السوفييت ذلك باعتباره «أحادي الجانب» و «مواليًا لإسرائيل». رفضها الرئيس ناصر لأنها كانت صفقة منفصلة مع إسرائيل حتى لو استعادت مصر كل سيناء.
لم يحدث أي تقدم حتى بعد أن فاجأ الرئيس السادات في عام 1972 معظم المراقبين بطردهم المستشارين العسكريين السوفيات من مصر فجأة، وأشار مرة أخرى إلى حكومة الولايات المتحدة على استعداده للتفاوض على أساس خطة روجرز.

### الدبلوماسية ومعاهدات السلام العربية الإسرائيلية
- اتفاقيات الهدنة لعام 1949
- خطة ألون
- خطة روجرز
- مؤتمر جنيف (1973)
- اتفاقات كامب ديفيد (1978)

الاعتراف بإسرائيل فقط دون دولة فلسطين

- معاهدة السلام بين مصر وإسرائيل (1979)
- مؤتمر مدريد لعام 1991
- اتفاقات أوسلو (1993)
- معاهدة السلام بين إسرائيل والأردن (1994)
- قمة كامب ديفيد 2000

## الجدول الزمني

### مدريد (1991-1993)
في عام 1991 بعد حرب الخليج الأولى مباشرة حدث تقدم كبير عندما دعا الرئيس الأمريكي جورج بوش الأب (بمساعدة وزير الخارجية جيمس بيكر) إلى عقد مؤتمر في مدريد، إسبانيا بين إسرائيل والدول العربية «يشارك مباشرة في الدول العربية - الصراع الإسرائيلي... الذي كان سيخدم فقط كديباجة لإجراء محادثات ثنائية ومتعددة الأطراف بين إسرائيل وجيرانها»، أطلق عليه اسم مؤتمر مدريد للسلام عام 1991. استمرت المحادثات في واشنطن العاصمة، ولكن مع نتائج قليلة.

### أوسلو (1993)

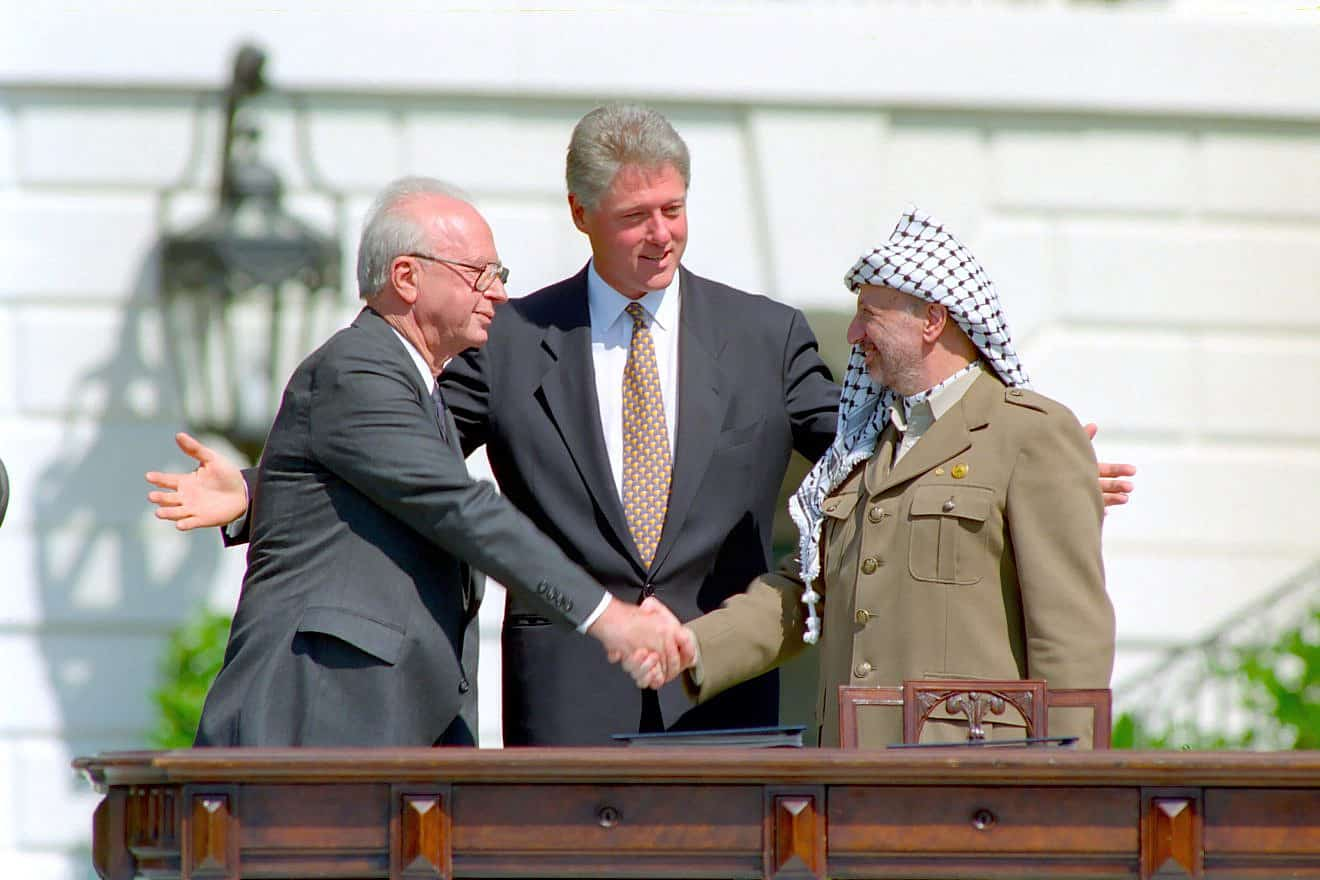
اسحق رابين وبيل كلينتون وياسر عرفات في حفل توقيع اتفاقيات أوسلو في 13 سبتمبر 1993

كانت محادثات مدريد التي تسير بخطى بطيئة قد استهلت بسلسلة من الاجتماعات السرية بين مفاوضين إسرائيليين وفلسطينيين استضافتهم النرويج. أنتجت هذه الاجتماعات اتفاقيات أوسلو للسلام لعام 1993 بين الفلسطينيين وإسرائيل، وهي خطة تناقش العناصر والشروط اللازمة لدولة فلسطينية مستقبلية «على أساس قراري مجلس الأمن 242 و338». تم توقيع الاتفاقية، التي تحمل عنوان إعلان المبادئ بشأن ترتيبات الحكم الذاتي المؤقتة (DOP)، في حديقة البيت الأبيض في 13 سبتمبر 1993. حصل رابين وعرفات ووزير الخارجية الإسرائيلي شيمون بيريز على جائزة نوبل للسلام لعام 1994. لجهودهم. نيابة عن الشعب الإسرائيلي، قال رابين: «نحن الذين قاتلوا ضدكم، أيها الفلسطينيون، نقول لكم اليوم بصوت عال وواضح، ما يكفي من الدماء والدموع... بما فيه الكفاية!»
حدثت «عمليات نقل السلطة والمسؤوليات» المختلفة في قطاع غزة والضفة الغربية من إسرائيل إلى الفلسطينيين في منتصف التسعينيات. حقق الفلسطينيون الحكم الذاتي للمدن الكبرى في الضفة الغربية وقطاع غزة بأكمله. حافظت إسرائيل على وجودها في الضفة الغربية وما زالت تحتفظ به لأسباب أمنية، في عام 2013، لا تزال إسرائيل تسيطر على 61٪ من الضفة الغربية، لكن الفلسطينيين يسيطرون على الوظائف المدنية لمعظم السكان الفلسطينيين.
بعد اغتيال اسحق رابين عام 1995، توقفت عملية السلام في النهاية. تضاعف عدد سكان المستوطنات تقريباً في الضفة الغربية. الهجمات الانتحارية اللاحقة من قبل الجماعات الفلسطينية المسلحة والإجراءات الانتقامية اللاحقة من قبل الجيش الإسرائيلي جعلت شروط مفاوضات السلام غير مقبولة.

### اتفاقات 1996
أعلن رئيس الوزراء المنتخب حديثًا بنيامين نتنياهو عن سياسة جديدة في أعقاب الهجمات الانتحارية العديدة التي قامت بها حماس والجهاد الإسلامي الفلسطيني منذ عام 1993، بما في ذلك موجة من الهجمات الانتحارية قبل الانتخابات الإسرائيلية في مايو 1996 . أعلن نتنياهو عن سياسة متبادلة وصفها بأنها «المعاملة بالمثل»، حيث لن تشارك إسرائيل في عملية السلام إذا واصل عرفات ما وصفه نتنياهو بسياسة الباب الدوار الفلسطيني، أي التحريض والدعم الإرهابي المباشر أو غير المباشر. تم توقيع اتفاقيات الخليل وواي خلال هذه الفترة، بعد أن اعتبرت إسرائيل أن شروطها قد استوفيت جزئياً.

#### اتفاق الخليل
بدأ البروتوكول المتعلق بإعادة الانتشار في الخليل، والمعروف أيضًا باسم بروتوكول الخليل أو اتفاق الخليل، في 7 كانون الثاني (يناير) وانتهى من 15 يناير إلى 17 يناير 1997 بين إسرائيل ومنظمة التحرير الفلسطينية. تناول هذا الاتفاق إعادة انتشار القوات العسكرية الإسرائيلية في الخليل وفقًا لاتفاق أوسلو. تعاملت الاتفاقية مع عمليات إعادة الانتشار في الخليل والقضايا الأمنية وغيرها من المخاوف.

#### مذكرة واي ريفر
كانت مذكرة واي ريفر اتفاقًا سياسيًا تم التفاوض عليه لتنفيذ اتفاقات أوسلو، تم الانتهاء منها في 23 أكتوبر 1998. وقعها رئيس الوزراء الإسرائيلي بنيامين نتنياهو ورئيس منظمة التحرير الفلسطينية ياسر عرفات. تم التفاوض عليها في واي ريفر، دكتوراه في الطب (في مركز واي ريفر للمؤتمرات) وتم التوقيع عليها في البيت الأبيض مع الرئيس بيل كلينتون كشاهد رسمي. في 17 نوفمبر 1998، وافق الكنيست الإسرائيلي المكون من 120 عضوًا على مذكرة واي ريفر بأغلبية 75 صوتًا مقابل 19 صوتًا. تعاملت الاتفاقية مع المزيد من عمليات إعادة الانتشار في الضفة الغربية وقضايا الأمن وغيرها من المخاوف.

### قمة كامب ديفيد 2000
في عام 2000 عقد الرئيس الأمريكي بيل كلينتون قمة سلام بين الرئيس الفلسطيني ياسر عرفات ورئيس الوزراء الإسرائيلي إيهود باراك. في شهر أيار من ذلك العام، وفقًا لما قاله ناثان ثرال، عرضت إسرائيل على الفلسطينيين 66٪ من الضفة الغربية، مع 17٪ ضُمت إلى إسرائيل، و 17٪ أخرى لم يتم ضمها ولكن تحت السيطرة الإسرائيلية، ولم يتم تعويض أي مبادلة للأراضي الإسرائيلية. ورد أن رئيس الوزراء الإسرائيلي  قدم للزعيم الفلسطيني حوالي 95٪ من الضفة الغربية وقطاع غزة بالكامل  إذا تم التنازل عن 69 مستوطنة يهودية (تشكل 85٪ من المستوطنين اليهود في الضفة الغربية) إسرائيل. كانت القدس الشرقية ستقع في الجزء الأكبر  تحت السيادة الإسرائيلية، باستثناء معظم الضواحي ذات الكثافة السكانية غير اليهودية المحاطة بمناطق ملحقة بإسرائيل. سيتم حل قضية حق العودة الفلسطيني من خلال تعويضات مالية كبيرة. وفقًا للمصادر الفلسطينية، المنطقة المتبقية ستكون تحت السيطرة الفلسطينية. بناءً على كيفية تكوين الطرق الأمنية، قد تعيق هذه الطرق الإسرائيلية حرية حركة الفلسطينيين عبر أمتهم المقترحة وتقلل من القدرة على استيعاب اللاجئين الفلسطينيين. الحدود، والمجال الجوي، والموارد المائية للدولة الفلسطينية كانت ستُترك في أيدي الإسرائيليين.
رفض الرئيس عرفات هذا العرض ولم يقترح عرضا مضادا. لم يتم صياغة أي حل يمكن أن يفي بالمطالب الإسرائيلية والفلسطينية على حد سواء، حتى تحت الضغط الأمريكي المكثف. ألقت كلينتون باللوم على عرفات في فشل قمة كامب ديفيد. في الأشهر التي تلت القمة، عينت كلينتون السناتور الأمريكي السابق جورج ميتشل لقيادة لجنة تقصي الحقائق التي نشرت تقرير ميتشل لاحقًا.

### معاييركلينتون ومحادثات طابا
تضمنت معايير كلينتون المقترحة في خريف عام 2000 عقب انهيار محادثات كامب ديفيد خطة تشمل الدولة الفلسطينية فيها 94-96٪ من الضفة الغربية، وحوالي 80٪ من المستوطنين سيصبحون تحت سيطرة إسرائيل. السيادة، وفي مقابل ذلك، سوف تتنازل إسرائيل عن بعض الأراضي (ما يسمى «تبادل الأراضي» أو «تبادل الأراضي») داخل الخط الأخضر (حدود 1967). سوف يتكون التبادل من 1-3٪ من الأراضي الإسرائيلية، بحيث تشمل الحدود النهائية لجزء الضفة الغربية من الدولة الفلسطينية 97٪ من أراضي الحدود الأصلية.
في قمة طابا (في طابا) في يناير 2001، استمرت المحادثات بناءً على معايير كلينتون. قدم فريق التفاوض الإسرائيلي خريطة جديدة. أزال الاقتراح المناطق «التي تسيطر عليها إسرائيل مؤقتًا» من الضفة الغربية، وقبل الجانب الفلسطيني ذلك كأساس لمزيد من المفاوضات. ومع ذلك، لم يجر رئيس الوزراء إيهود باراك المزيد من المفاوضات في ذلك الوقت؛ انتهت المحادثات دون اتفاق، وفي الشهر التالي تم انتخاب مرشح حزب الليكود اليميني آرييل شارون كرئيس للوزراء في فبراير 2001.

### قمة بيروت
انعقدت قمة بيروت لقادة الحكومات العربية في مارس 2002 تحت رعاية جامعة الدول العربية. اختتمت القمة بتقديم خطة لإنهاء الصراع الإسرائيلي الفلسطيني. رحب وزير الخارجية الإسرائيلي شيمون بيريز بذلك وقال: «... يجب مناقشة تفاصيل كل خطة سلام مباشرة بين إسرائيل والفلسطينيين، ولكي يتسنى ذلك، يجب على السلطة الفلسطينية أن تضع حداً للإرهاب، والتعبير المروع عن الذي شهدناه الليلة الماضية في نتانيا»،  إشارة إلى الهجوم الانتحاري الذي وقع في نتانيا في المساء السابق والذي فشلت قمة بيروت في معالجته. لم تكن إسرائيل مستعدة للدخول في مفاوضات على النحو الذي دعت إليه خطة جامعة الدول العربية على أساس أنها لا ترغب في «الانسحاب الكامل إلى حدود عام 1967 وحق العودة للاجئين الفلسطينيين».

### «خريطة الطريق» للسلام

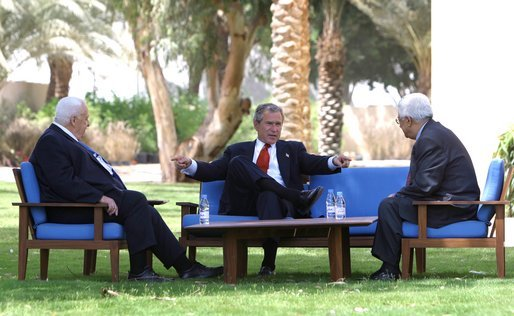
الرئيس جورج دبليو بوش ، في الوسط، يناقش عملية السلام مع رئيس الوزراء الإسرائيلي أرييل شارون ، اليسار، والرئيس الفلسطيني محمود عباس في العقبة ، الأردن، 4 يونيو 2003.

في يوليو 2002، حددت «اللجنة الرباعية» في الولايات المتحدة والاتحاد الأوروبي والأمم المتحدة وروسيا مبادئ «خارطة الطريق» للسلام، بما في ذلك دولة فلسطينية مستقلة. تم إصدار خريطة الطريق في أبريل 2003 بعد تعيين محمود عباس (المعروف باسم أبو مازن) كأول رئيس وزراء للسلطة الفلسطينية على الإطلاق. دعت كل من الولايات المتحدة وإسرائيل إلى منصب رئيس وزراء جديد، حيث رفض كلاهما العمل مع عرفات بعد الآن.
دعت الخطة إلى اتخاذ إجراءات مستقلة من جانب إسرائيل والسلطة الفلسطينية، مع تأجيل القضايا المتنازع عليها إلى حين إقامة علاقة. في الخطوة الأولى، يجب على السلطة الفلسطينية "بذل جهود واضحة على الأرض لاعتقال وتعطيل وتقييد الأفراد والجماعات التي تشن وتخطط لهجمات عنيفة على الإسرائيليين في أي مكان" و "جهاز الأمن التابع للسلطة الفلسطينية" الذي أعيد بناؤه وإعادة تركيزه "يجب" أن يبدأ مستدامًا وعمليات مستهدفة وفعالة تهدف إلى مواجهة جميع المشاركين في الإرهاب وتفكيك القدرات والبنية التحتية الإرهابية. " ثم طُلب من إسرائيل تفكيك المستوطنات التي أُنشئت بعد آذار / مارس 2001، وتجميد جميع الأنشطة الاستيطانية، وإزالة جيشها من المناطق الفلسطينية المحتلة بعد 28 أيلول / سبتمبر 2000، وإنهاء حظر التجول وتخفيف القيود المفروضة على حركة الأشخاص والبضائع.

### المحادثات الفلسطينية - الإسرائيلية في عامي 2007 و 2009
من ديسمبر 2006 إلى منتصف سبتمبر 2008، التقى رئيس الوزراء الإسرائيلي إيهود أولمرت ورئيس السلطة الفلسطينية محمود عباس 36 مرة ؛ كانت هناك أيضا محادثات على مستوى أدنى. في عام 2007، رحب أولمرت بإعادة جامعة الدول العربية تأييدها لمبادرة السلام العربية. في محاولة للتفاوض على اتفاق سلام وإقامة دولة فلسطينية، اقترح أولمرت خطة للفلسطينيين. محور اقتراح أولمرت التفصيلي هو الحدود الدائمة المقترحة، والتي ستستند إلى انسحاب إسرائيلي من معظم الضفة الغربية. اقترح أولمرت ضم ما لا يقل عن 6.3٪ من الأراضي الفلسطينية، مقابل 5.8٪ من الأراضي الإسرائيلية، مع حصول الفلسطينيين على أراضي بديلة في النقب، المتاخمة لقطاع غزة ، بالإضافة إلى الارتباط الإقليمي ، تحت السيادة الإسرائيلية ، لحرية المرور بين غزة والضفة الغربية. أصرت إسرائيل على الإبقاء على وجود مسلح في الدولة الفلسطينية المستقبلية. بموجب عرض عباس ، سيبقى أكثر من 60 في المائة من المستوطنين في مكانهم. كان أولمرت ، من جانبه ، يقدم خطة لإخلاء المستوطنات الأكثر كثافة سكانية. لقد اعترف كل من أولمرت وعباس بأن العلاقات المتبادلة ستكون ضرورية ، وليس انفصالًا محكمًا. كما أقروا بالحاجة إلى مشاركة نظام بيئي واحد للأعمال ، مع التعاون بشكل مكثف في مجالات المياه والأمن وعرض النطاق الترددي والخدمات المصرفية والسياحة وغير ذلك الكثير. فيما يتعلق بالقدس ، اتفق الزعماء على ضرورة بقاء الأحياء اليهودية تحت السيادة الإسرائيلية ، بينما تعود الأحياء العربية إلى السيادة الفلسطينية. طلب الفلسطينيون إيضاحات حول تبادل الأراضي الإقليمية لأنهم لم يتمكنوا من التأكد من الأراضي التي تأثرت نسبه ، حيث تختلف الحسابات الإسرائيلية والفلسطينية في الضفة الغربية بعدة مئات من الكيلومترات المربعة. بالنسبة لهم ، بدلاً من مثل هذه التوضيحات ، فإن ضم أولمرت بنسبة 6.3 إلى 6.8٪ قد يصل إلى 8.5٪ ، أي أربعة أضعاف الحد الذي حدده الفلسطينيون بنسبة 1.9٪ ، ويجب ألا يتجاوز التبادل. انتهت المحادثات بزعم أن الجانب الآخر قد تراجع عن متابعة الاتصالات.
بعد الصراع الذي اندلع بين الحزبين الفلسطينيين الرئيسيين ، فتح وحماس، سيطرت حماس على قطاع غزة ، وقسمت السلطة الفلسطينية إلى قسمين ، كل منهما يدعي أنه الممثل الحقيقي للشعب الفلسطيني. سيطرت فتح على السلطة الوطنية الفلسطينية في الضفة الغربية وحماس تحكمها غزة. زادت الأعمال العدائية بين غزة وإسرائيل. توسطت مصر في وقف إطلاق النار بين إسرائيل وحماس عام 2008، والذي دام نصف عام ابتداءً من 19 يونيو 2008 واستمر حتى 19 ديسمبر 2008. أدى انهيار وقف إطلاق النار إلى حرب غزة في 27 ديسمبر 2008.
في يونيو 2009، ردًا على خطاب الرئيس أوباما باراك في القاهرة،  أعلن رئيس الوزراء الإسرائيلي بنيامين نتنياهو لأول مرة  دعمًا مشروطًا لدولة فلسطينية في المستقبل  لكنه أصر على أن الفلسطينيين سيحتاجون إلى القيام بحركات متبادلة وقبول عدة مبادئ: الاعتراف بإسرائيل كدولة للشعب اليهودي ؛ تجريد الدولة الفلسطينية من السلاح في المستقبل ، بالإضافة إلى ضمانات أمنية إضافية ، بما في ذلك الحدود التي يمكن الدفاع عنها لإسرائيل ؛  سيتعين على الفلسطينيين أيضًا قبول أن تظل القدس العاصمة الموحدة لإسرائيل ، وأن يتخلى عن مطالبتهم بحق العودة. كما ادعى أن المستوطنات الإسرائيلية تحتفظ بحق النمو والتوسع في الضفة الغربية. رفض الفلسطينيون المقترحات على الفور.

### المفاوضات المباشرة عام 2010
في سبتمبر 2010 دفعت إدارة أوباما لإحياء عملية السلام المتوقفة عن طريق دفع الأطراف المعنية إلى الموافقة على إجراء محادثات مباشرة لأول مرة منذ حوالي عامين. الوقت الذي كان فيه الرئيس الأمريكي باراك أوباما هو أوركسترا للحركة ، مرت وزيرة الخارجية الأمريكية هيلاري كلينتون بأشهر من المماطلة للتوصل إلى أطراف المائدة ، وساعدت في إقناع الفلسطينيين المترددين بالحصول على دعم لإجراء محادثات مباشرة من مصر والأردن. كان الهدف من المحادثات هو صياغة إطار لاتفاقية نهائية خلال عام واحد ، على الرغم من أن التوقعات العامة للنجاح كانت منخفضة إلى حد ما. تهدف المحادثات إلى إنهاء النزاع الإسرائيلي الفلسطيني رسمياً من خلال تشكيل حل الدولتين للشعبين اليهودي والفلسطيني ، وتعزيز فكرة السلام الدائم ووضع حد رسمي لأي مطالبات أخرى بالأرض ، وكذلك قبول رفض أي انتقام قوي في حالة تكرار العنف. حماس وحزب الله، مهما هددا بالعنف ، خاصة إذا كان من المرجح أن يتصالح أي من الطرفين من أجل التوصل إلى اتفاق. نتيجة لذلك ، صرحت الحكومة الإسرائيلية علانية أن السلام لا يمكن أن يوجد حتى لو وقع الطرفان على الاتفاق ، بسبب الموقف الذي اتخذته حماس وحزب الله. لذلك اضطرت الولايات المتحدة إلى إعادة التركيز على القضاء على التهديد الذي يمثله موقف حماس وحزب الله كجزء من تقدم الحديث المباشر. إسرائيل من جانبها ، كانت متشككة في التوصل إلى اتفاق نهائي على أن الوضع سوف يتغير ، لأن حماس وحزب الله سيحصلان على الدعم لإذكاء العنف الجديد. بالإضافة إلى ذلك ، رفضت الحكومة الإسرائيلية أي اتفاق محتمل مع فلسطين طالما أنها ترفض الاعتراف بإسرائيل كدولة يهودية.
هذا يتوافق مع مبدأ حل الدولتين ، الذي تم اقتراحه لأول مرة في الثمانينيات. أخذ التيار الرئيسي داخل منظمة التحرير الفلسطينية مفهوم التسوية الإقليمية والدبلوماسية بجدية وأظهر اهتمامًا جادًا بهذا الأمر. خلال محادثات عام 2010، قال رئيس السلطة الفلسطينية محمود عباس إن الفلسطينيين وإسرائيل قد اتفقوا على مبدأ تبادل الأراضي ، لكن إسرائيل لم تؤكد بعد. مسألة نسبة الأرض التي ستعطيه إسرائيل للفلسطينيين في مقابل الحفاظ على الكتل الاستيطانية هي مسألة خلاف ، حيث يطالب الفلسطينيون بأن تكون النسبة 1: 1، وإسرائيل تقدم أقل. في أبريل 2012، أرسل محمود عباس خطابًا إلى بنيامين نتنياهو أكد فيه أنه لاستئناف محادثات السلام ، يجب على إسرائيل أن توقف بناء المستوطنات في الضفة الغربية ، بما في ذلك القدس الشرقية ، وأن تقبل حدود عام 1967 كأساس لقيام دولتين. حل. في مايو 2012، كرر عباس استعداده للتواصل مع الإسرائيليين إذا اقترحوا «أي شيء واعٍ أو إيجابي». أجاب نتنياهو على خطاب عباس في أبريل بعد أقل من أسبوع ، وللمرة الأولى ، اعترف رسميًا بحق الفلسطينيين في أن يكون لهم دولتهم الخاصة ، على الرغم من أنه كما كان من قبل  أعلن أنه سيتعين تجريده من السلاح ،  وقال إن حكومة الوحدة الوطنية الجديدة وفرت فرصة جديدة لتجديد المفاوضات والمضي قدمًا.

### محادثات 2013-2014
علقت إسرائيل المحادثات بسبب تشكيل الوحدة الفلسطينية الجديدة وفي أبريل 2014.
تم تعيين مارتن إنديك من معهد بروكينغز في واشنطن العاصمة من قبل الولايات المتحدة للإشراف على المفاوضات. شغل إنديك منصب سفير الولايات المتحدة لدى إسرائيل ومساعد وزير الخارجية لشؤون الشرق الأدنى خلال إدارة كلينتون. رفضت حماس عمل الحكومة الفلسطينية في غزة وإعلان كيري قائلة إن الرئيس الفلسطيني محمود عباس ليس لديه شرعية للتفاوض باسم الشعب الفلسطيني.
كان من المقرر أن تستمر المفاوضات لمدة تصل إلى تسعة أشهر للوصول إلى الوضع النهائي للصراع الفلسطيني الإسرائيلي بحلول منتصف عام 2014. ترأس فريق التفاوض الإسرائيلي وزيرة العدل تسيبي ليفني المفاوض المخضرم ، بينما ترأس الوفد الفلسطيني صائب عريقات ، وهو أيضاً مفاوض سابق. بدأت المفاوضات في واشنطن العاصمة وكان من المقرر الانتقال إلى فندق الملك داود في القدس وأخيراً إلى الخليل. تم تحديد موعد نهائي لوضع مخطط عام لاتفاق بحلول 29 أبريل 2014. عند انتهاء الموعد النهائي ، انهارت المفاوضات ، مع قيام المبعوث الأمريكي الخاص ، إنديك ، بإلقاء اللوم بشكل أساسي على إسرائيل ، بينما أصرت وزارة الخارجية الأمريكية على أنه لم يكن هناك طرف واحد لإلقاء اللوم على ه وقالت أن «كلا الجانبين فعلوا أشياء لم تكن مفيدة بشكل لا يصدق». في أبريل 2014، وعلقت إسرائيل المحادثات بسبب حكومة الوحدة الفلسطينية الجديدة.

### خطة عباس للسلام
في 25 آب (أغسطس) 2014، أعلن عباس أنه سيقدم إلى جون كيري اقتراحًا جديدًا لعملية السلام ؛  في 3 سبتمبر 2014، قدم عباس الاقتراح إلى جون كيري. تدعو خطة عباس إلى تسعة أشهر من المحادثات المباشرة تليها خطة مدتها ثلاث سنوات لإسرائيل للانسحاب إلى حدود عام 1967، تاركة القدس الشرقية عاصمة فلسطين. كجزء من الخطة ، ستقوم إسرائيل بتجميد جميع عمليات بناء المستوطنات وإطلاق سراح الدفعة الأخيرة من السجناء من المحادثات السابقة.
تدور الأشهر الثلاثة الأولى من الخطة حول الحدود وعمليات تبادل الأراضي المحتملة لخطوط عام 1967. ستركز الأشهر الستة التالية على قضايا تشمل اللاجئين والقدس والمستوطنات والأمن والمياه.
صرح عباس أنه إذا رفضت إسرائيل هذا الادعاء ، فإنه سيدفع مقابل التهم الموجهة إلى إسرائيل في المحكمة الجنائية الدولية بسبب النزاع بين إسرائيل وغزة عام 2014. بالإضافة إلى ذلك ، في حالة رفضه ، أعلن عباس أنه سيتوجه إلى مجلس الأمن الدولي لاتخاذ إجراء أحادي الجانب لدولة فلسطينية. في 1 أكتوبر 2014، صرح عباس أنه سيقدم خطته إلى مجلس الأمن في غضون أسبوعين إلى ثلاثة أسابيع ، مع تقديم طلب إلى المحكمة الجنائية الدولية لمتابعة إذا فشلت في تمرير مجلس الأمن.
في ديسمبر 2014، قدم الأردن الاقتراح إلى مجلس الأمن التابع للأمم المتحدة ، والذي فشل في التصويت عليه في وقت لاحق من ذلك الشهر. وقت لاحق من ذلك الشهر كما هدد من قبل ، وقع عباس المعاهدة للانضمام إلى المحكمة الجنائية الدولية. وردت إسرائيل بتجميد 500 مليون شيكل (127 مليون دولار) من عائدات الضرائب الفلسطينية. رداً على تجميد الضرائب ، أعلنت منظمة التحرير الفلسطينية أنها قد تحل السلطة الفلسطينية ، تاركة إسرائيل مسؤولة بالكامل عن كل من الضفة الغربية وقطاع غزة.

### مبادرة السلام لترامب (صفقة القرن)
بعد تنصيب الرئيس الأمريكي دونالد ترامب في يناير 2017، بدأت فترة من عدم اليقين فيما يتعلق بمبادرة السلام الجديدة. في أوائل عام 2018، ذكرت بعض المصادر الإعلامية أن الإدارة الجديدة كانت تعد مبادرة سلام جديدة للتوصل إلى اتفاق إسرائيلي فلسطيني. ولم يتم الكشف رسميا عن تفاصيل الخطة الجديدة. ومع ذلك ، في مقابلة أجراها جاريد كوشنر في 3 ديسمبر 2017، تم تقديم بعض الافتراضات الأساسية للمبادرة. ووصف المبادرة بأنها مساهمة في الاستقرار في المنطقة ، بينما تساعد على إضعاف النفوذ الإيراني. استشهد تقرير صدر في شهر كانون الثاني (يناير) 2019 من قناة ريشيت 13 تي في ، بمصدر مجهول قال إن الخطة ستستلزم اتفاق أرض مقابل السلام يصبح فيه حوالي 90٪ من الضفة الغربية دولة فلسطينية جديدة عاصمتها القدس الشرقية. في يونيو 2019، كشف البيت الأبيض عن الجزء الاقتصادي من مبادرة ترامب.

## مقترحات السلام البديلة
تم تبني نهج آخر من قبل فريق من المفاوضين بقيادة وزير العدل الإسرائيلي السابق يوسي بيلين، ووزير الإعلام الفلسطيني السابق ياسر عبد ربه بعد عامين ونصف من المفاوضات السرية. في 1 ديسمبر 2003، وقع الطرفان خطة غير رسمية مقترحة للسلام في جنيف (أطلق عليها اسم اتفاقية جنيف). في تناقض حاد مع خارطة الطريق ، فهي ليست خطة لوقف مؤقت لإطلاق النار ، وإنما هي حل شامل ومفصل يستهدف جميع القضايا المطروحة ، ولا سيما القدس والمستوطنات ومشكلة اللاجئين. قوبلت باستنكار مرير من قبل الحكومة الإسرائيلية والعديد من الفلسطينيين ، وبقيت السلطة الفلسطينية غير ملزمة ، لكنها رحبت بحرارة من قبل العديد من الحكومات الأوروبية وبعض العناصر الهامة في إدارة بوش ، بما في ذلك وزير الخارجية كولن باول.
تم اقتراح طريقة أخرى من قبل عدد من الأطراف داخل إسرائيل وخارجها: «حل ثنائي القومية» تقوم إسرائيل من خلاله بضم الأراضي الفلسطينية رسميًا ولكن سيجعل العرب الفلسطينيين مواطنين في دولة علمانية موحدة. هذا الاقتراح الذي دافع عنه إدوارد سعيد وأستاذ جامعة نيويورك توني جود، أثار الاهتمام والإدانة على حد سواء. لم تكن في الواقع فكرة جديدة ، يعود تاريخها إلى فترة العشرينيات من القرن الماضي ، لكنها حظيت باهتمام إضافي بسبب القضايا الديموغرافية المتنامية التي أثارها السكان العرب الذين يتزايد عددهم بسرعة في إسرائيل والمناطق. بالنظر إلى القضايا السياسية والديمغرافية الضخمة التي قد تثيرها ، ومع ذلك ، يبدو حلا غير محتمل لهذه المشكلة.
خطة السلام إيلون هي حل للصراع العربي الإسرائيلي الذي اقترحه وزير الخارجية السابق بنيامين إيلون في عام 2002. تدعو الخطة إلى الضم الرسمي للضفة الغربية وقطاع غزة من قبل إسرائيل وأن يصبح الفلسطينيون مواطنين أردنيين أو مقيمين دائمين في إسرائيل طالما ظلوا مقيمين سلميين وملتزمين بالقانون. كل هذه الإجراءات يجب أن تتم بالاتفاق مع الأردن والسكان الفلسطينيين. هذا الحل مرتبط بالتركيبة السكانية للأردن حيث يزعم أن الأردن هو بالفعل الدولة الفلسطينية بالفعل ، حيث يضم الكثير من اللاجئين الفلسطينيين وذريتهم.

## بعض الصعوبات في عمليات السلام الماضية
السمة المشتركة لجميع المحاولات لإيجاد طريق تؤدي إلى السلام هي حقيقة أنه في كثير من الأحيان لا يتم تنفيذ الوعود بتنفيذ «تدابير حسن النية» من قبل الجانبين. علاوة على ذلك ، توقفت المفاوضات الرامية إلى التوصل إلى اتفاق بشأن «الوضع النهائي» بسبب اندلاع القتال. والنتيجة هي أن كلا من الإسرائيليين والفلسطينيين قد سئموا من هذه العملية. يشير الإسرائيليون إلى حقيقة أن قطاع غزة يخضع لسيطرة حماس الكاملة التي لا تريد السلام مع دولة يهودية. وفقًا للرأي الإسرائيلي ، فإن هذا يحد من قدرة الفلسطينيين على صنع السلام مع إسرائيل وتطبيقه على المدى الطويل. علاوة على ذلك ، من وجهة نظر إسرائيل ، من المحتمل أن تتفوق حماس على الضفة الغربية نتيجة قيام دولة جديدة غير مستقرة. أخيرًا ، فإن الخطاب الصادر عن مسؤولين رفيعي المستوى في فتح يعد بحق فلسطيني كامل وحرفي في العودة إلى إسرائيل (وهو موقف لا يمكن أن تقبله أي حكومة إسرائيلية دون تدمير الشخصية اليهودية لإسرائيل) يجعل مفاوضات السلام أكثر صعوبة بالنسبة للجانبين. يشير الفلسطينيون إلى الجهود الإسرائيلية المكثفة والمستمرة في الضفة الغربية لتقييد المنطقة المتاحة للدولة الفلسطينية.
قامت كوندوليزا رايس وتسيبي ليفني بمحاولة لتغيير القواعد عندما طرحا مفهوم اتفاقية الرف. كانت الفكرة هي فك الارتباط بين المفاوضات والإجراءات على أرض الواقع. من الناحية النظرية ، سيسمح ذلك بالمفاوضات إلى أن يتم الحصول على «اتفاقية رف» تحدد السلام. مثل هذا الاتفاق لن يترتب عليه التنفيذ. سيكون مجرد وصف ما هو السلام. ستبقى على الرف ولكن في نهاية المطاف ستوجه التنفيذ. تكمن الصعوبة في هذه الفكرة في أنها تخلق حافزًا لإسرائيل للتوصل إلى مثل هذا الاتفاق. إن عدم الوضوح حول ما يحدث بعد التوصل إلى اتفاق سيؤدي إلى ضغوط لا يمكن التغلب عليها على عباس للمطالبة بالتنفيذ الفوري. ومع ذلك ، من وجهة النظر الإسرائيلية ، فإن الفلسطينيين ليسوا مستعدين لإنشاء دولة مستقرة ، فإن عملية التنفيذ هذه ستضمن تقريبًا عدم الاستقرار في المناطق الفلسطينية مع سيطرة حماس المحتملة كما حدث في غزة.
كما تبدو الأمور الآن فإن هذا يقود العملية إلى طريق مسدود آخر. لتجنب ذلك ، هناك حاجة إلى تعريف ما يحدث بعد اتفاق الرف. إحدى الأفكار المحتملة في هذا المقال هي الاتفاق في وقت مبكر على أنه بعد التوصل إلى اتفاق الوضع النهائي سيكون هناك اتفاق تنفيذي مفصل ومخطط للتفاوض من شأنه أن يحدد عملية من شأنها أن تسمح بإنشاء دولة فلسطينية مستقرة وظيفية على مراحل زمن. في أغسطس 2013، أعطى محمود عباس إشارة إلى أن هذه الفكرة مقبولة لدى الفلسطينيين في اجتماع مع ميرتس MK-s. صرح عباس في الاجتماع بأنه «لا يمكن أن يكون هناك اتفاق مؤقت ولكن فقط اتفاق الوضع النهائي الذي يمكن تنفيذه على مراحل».

## الجهود الاقتصادية المشتركة والتنمية
على الرغم من التاريخ الطويل للصراع بين الإسرائيليين والفلسطينيين ، هناك العديد من الأشخاص الذين يعملون على إيجاد حلول سلمية تحترم حقوق الشعوب في كلا الجانبين.
في مارس 2007 اقترحت اليابان خطة للسلام تقوم على أساس التنمية الاقتصادية المشتركة والجهد بدلاً من الجدال المستمر حول الأرض. أعلن كلا الجانبين دعمهم. أصبحت هذه هي خطة وادي السلام ، وهي جهد مشترك بين الحكومات الإسرائيلية والفلسطينية والأردنية لتعزيز التعاون الاقتصادي ، والمبادرات التجارية الجديدة التي يمكن أن تساعد الجانبين على العمل معا ، وخلق مناخ دبلوماسي أفضل وظروف اقتصادية أفضل. وهي مصممة بشكل أساسي لتعزيز الجهود في القطاع الخاص ، بمجرد أن توفر الحكومات الاستثمار والتسهيلات الأولية.

## روابط خارجية
- المفاوضات الإسرائيلية الفلسطينية ، وزارة الخارجية الإسرائيلية
- معهد ريوت نسخة محفوظة 9 يوليو 2017 على موقع واي باك مشين.
- بي بي سي نيوز - تاريخ محادثات السلام في الشرق الأوسط
- العلاقات الفلسطينية الإسرائيلية ، MyJewishLearning.com
- «انزلق قناع نتنياهو المكون من دولتين» لهنري سيجمان
- «عملية السلام العربية الإسرائيلية قد انتهت. أدخل عصر الفوضى» بقلم لي سميث
- «نتنياهو يقلل توقعات السلام الإسرائيلي الفلسطيني» بقلـم لاهاف هاركوف
- عرض لآراء لوبافيتشر رب حول علاقة الشعب اليهودي بالأرض المقدسة ، والصراع العربي الإسرائيلي ، وما يسمى بقضية «الأرض مقابل السلام»
- مشروع إسرائيل: الجدول الزمني لمبادرات السلام الإسرائيلية العربية منذ عام 1977
- تاريخ عملية السلام في سياق جهود جون كيري للسلام لعام 2013 Konrad-Adenauer-Stiftung ، الأراضي الفلسطينية August، 2013
- ما بعد الاستعصاء: قاعدة معارف مجانية حول مقاربات بناءة أكثر للنزاع المدمر
- موارد صندوق القدس